# Almohadové
Almohadové (arabsky الموحدون al-muwaḥḥidūn, doslova „monoteisté“ nebo „unitáři“, berbersky ⵉⵎⵡⵃⵃⴷⵉⵢⵏ, imweḥḥdiyen) byla muslimská berberská dynastie, která vládla v Maroku a Al-Andalusu v letech 1121 až 1269. Před nimi vládli Almorávidé, po nich Marínovci (Merinidé).

## Historie
Almohadové začínali jako náboženská sekta založená Berberem Ibn Túmartem (jméno doslova znamená „syn země“). Ibn Túmart (celým jménem Abú Abdalláh Muhammad ibn Túmart, أبو دالله محمد ابن تومرت ,1080–1130) byl náboženský učitel. Po studiích v Bagdádu se jako osmadvacetiletý vrátil do Maroka. Jeho učení zde bylo po konfrontaci s duchovními ve Fezu prohlášeno za radikální a ibn Túmart byl uvězněn. Sám almorávidský sultán Alí ibn Júsuf mu však umožnil trestu uniknout. Ibn Túmart se pak stáhl ke svému kmeni Masmúdů do horského sídla Tin Mal ve Vysokém Atlasu. V roce 1125 zde vyhlásil otevřené povstání proti Almorávidům. Sám sice zemřel dříve, než dynastie padla, ale jeho vojenský velitel Abd al-Múmin udržel jeho smrt v tajnosti, dokud sám nezískal dostatečný vliv.

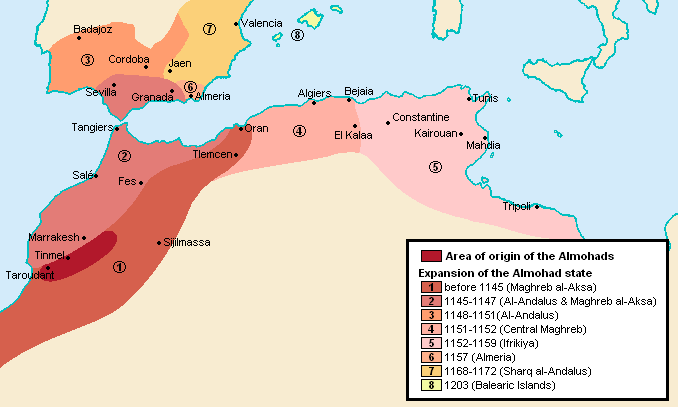
Fáze expanze Almohadů

Abd al-Múmin bin Alí (عبد المؤمن بن علي, nar. 1094, zemř. 1163) byl Berber pocházející z Alžírska. Po smrti ibn Túmarta se mu podařilo ze základny v horském Tin Malu postupně rozšířit moc po celé Severní Africe až k Egyptu. V roce 1147 dobyl sídlo Almorávidů Marrákeš, v roce 1149 se prohlásil marockým emírem a prvním almohadským chalífou. Pod jeho vládou se opět sjednotila i Andalusie.

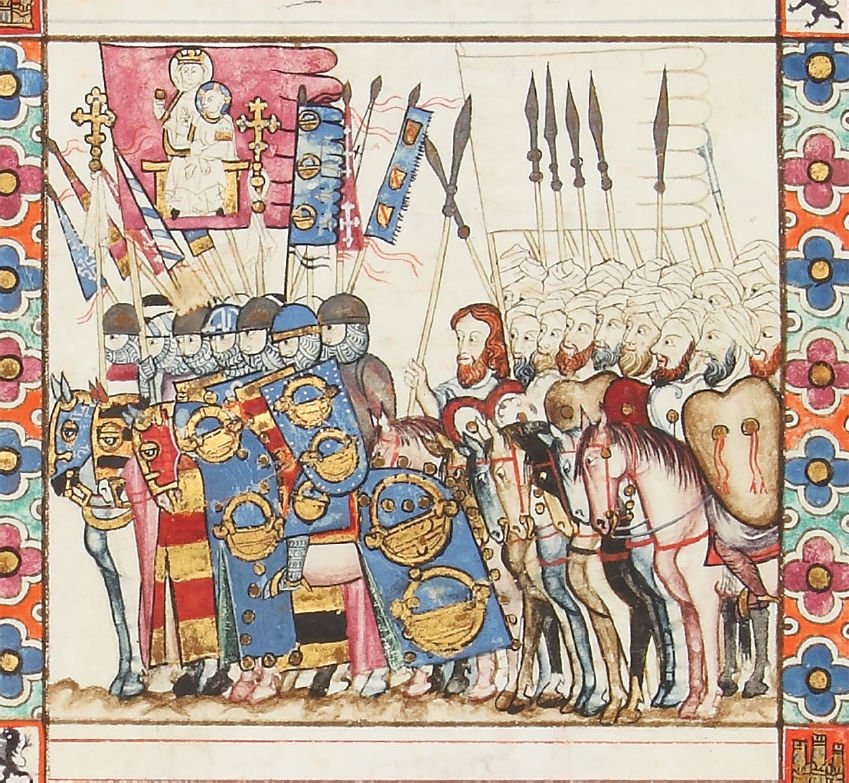
Almohadští jezdci (vpravo) s křesťanskými spojenci, Cantigas de Santa Maria

Al-Múminovým nástupcem byl Júsuf II., známý též jako Abú Jakúb Júsuf (أبو يعقوب يوسف) (1163 – 1184). Za jeho vlády v roce 1170 bylo hlavní město říše dočasně přeneseno do Sevilly, kde začala stavba Velké mešity (dnes na jejím místě stojí katedrála). V roce 1184 byla k mešitě na oslavu nového panovníka Jakúba I. přistavěna věž Giraldina, která stojí dodnes. Potomci Júsufa II. se vrátili do Marrákeše a mimomarocká území považovali za okrajové provincie, kterým vládli prostřednictvím místokrálů.

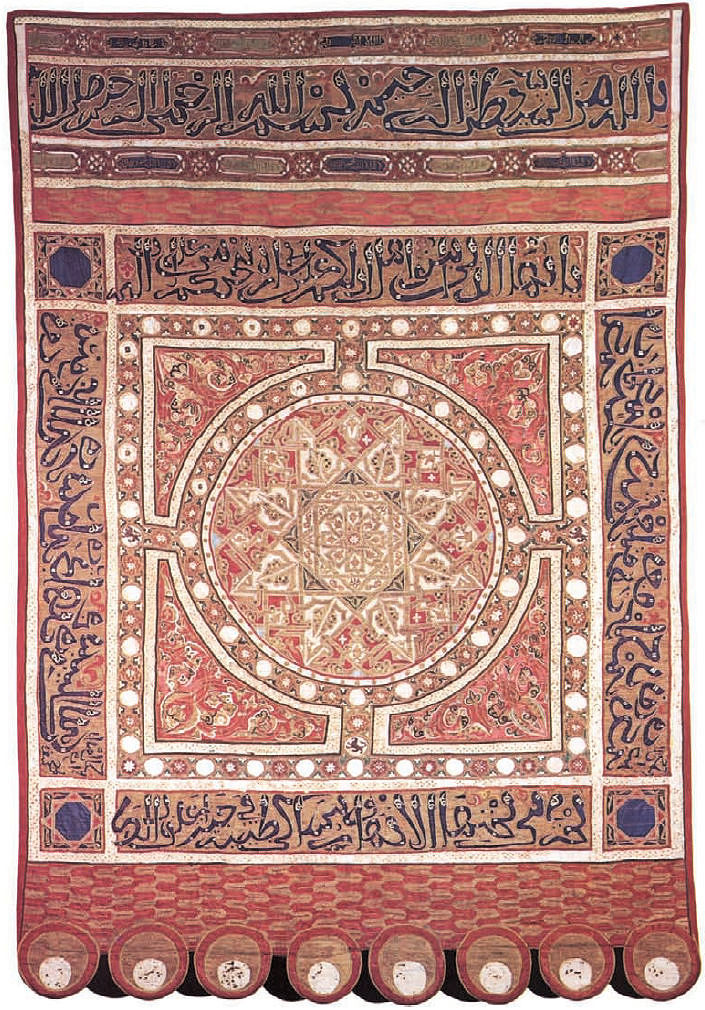
Prapor z bitvy u Las Navas (1212)

Jakúb I. al-Mansúr (1184–1199) (ابو يوسف يعقوب المنصور, Abú Júsuf Jakúb al-Mansúr, též známý jako Múláj Jakúb) získal přívlastek al-Mansúr („vítězný“) díky svému vítězství nad Alfonsem VIII. Kastilským v bitvě u Alarcosu (1195). Júsuf II. i Jakúb al-Mansúr byli fanatici, jejichž křesťanští a židovští poddaní museli hledat útočiště v sousedním Portugalsku, Kastilii a Aragonu. Jakúb byl však také schopný a vzdělaný muž, psal vzletnou arabštinou a na jeho dvoře nalezl ochranu filozof ibn Rušd (Averroes).
Konec dynastie Almohadů byl jiný než u Almorávidů. Nesmetlo je velké náboženské hnutí. Místo toho se jejich říše, oslabená drtivou porážkou na Las Navas de Tolosa (1212), postupně drolila kvůli místním povstáním jednotlivých kmenů. Nejsilnější z jejich oponentů byli Beni Marin, Merinidé neboli Marínovci, kteří založili další marockou dynastii. Moc posledního z Almohadů, Idríse II. (إدريس الثاني), se omezovala v podstatě jen na město Marrákeš, kde byl v roce 1269 zabit otrokem.

## Seznam almohadských chalífů
- 1147–1163 Abd al-Múmin ben Alí (عبد المؤمن بن علي)
- 1163–1184 Abú Jakúb Júsuf, též Júsuf II. (أبو يعقوب يوسف)
- 1184–1199 Abú Júsuf Jakúb al-Mansúr, též Jakúb I. (ابو يوسف يعقوب المنصور)
- 1198–1213 Muhammad an-Násir, též An-Násir li-dín Alláh Muhammad ben al-Mansúr (الناصر لدين الله محمد بن المنصور)
- 1213–1224 Júsuf ben an-Násir (يوسف بن الناصر)
- 1224–1224 Abú Muhammad Abd al-Wáhid ben Júsuf (أبو محمد عبد الواحد بن يوسف) byl uškrcen krátce po nástupu na trůn
- 1223–1227 Abú Muhammad Abdalláh al-Adil byl utopen v palácové vaně a nahrazen svým synem Jahjou
- 1227–1235 Jahjá
- 1227–1232 Idrís I.
- 1232–1242 Abd al-Wáhid II.
- 1242–1248 Alí
- 1248–1266 Umar
- 1266–1269 Idrís II. (إدريس الثاني)